# 木下リョースケ
木下 リョースケ（きのした リョースケ、10月12日 - ）は、日本の作曲家、編曲家、キーボーディスト。長野県伊那市出身。
五十嵐公太が開校している学校でキーボード講師として務める。

## 概要
2000年、サポート・キーボードとして活動を始める。
2002年、ビジュアル系バンド・シドの前身バンド「SHULA」に加入。
2003年、ロックバンド「camino」にRYOSUKEとして加入し、キーボード・マニピュレーターを担当。テキサス州ダラスにて行われた『Project A-Kon 14』に出演し、初の海外ライブを行う。以降サンノゼ、ヒューストン、ニューオリンズ、ワシントンDC、トロントなど数年にわたりアメリカ、カナダにてライブを行っている。
2008年、avex traxよりメジャー・デビュー。
2011年、11月活動休止。
2013年、ロックバイオリニスト・Ayasaのサポートとして出演。
2014年、作家事務所に入り作家活動を開始。
2018年、『乃木坂46 6th YEAR BIRTHDAY LIVE 2018.07.06-08 JINGU STADIUM&CHICHIBUNOMIYA RUGBY STADIUM』に楽曲提供。
2022・2023年、『がんばっぺ!福島 応援の集い』にサポートメンバーとして出演。田村直美、野村義男、田川ヒロアキ、寺田恵子、デーモン閣下、サンプラザ中野くん、パッパラー河合、五十嵐公太、満園庄太郎と共演。